# 辛廈巴·才旦多吉
辛厦巴·才丹多吉（藏語：ཞིང་ཤག་ཚེ་བརྣ་རྡོ་རྗེ་，威利转写：zhing-shag tshe-brtan rdo-rje，？—1599年），又译才丹多杰，16世纪西藏藏巴王朝的首领，后藏人。
才丹多杰是仁蚌巴的家臣，1565年，仁蚌巴激起属民起义，推翻仁蚌巴阿旺吉扎在仁蚌宗的统治，他掌权后把首府迁到日喀则，自称后藏王，和藏传佛教止贡派联合，和格鲁派为敌。1605年，藏巴政权策动后藏和雪嘎、雪那的军队，击败格鲁派的施主第巴吉雪巴，杀伤很多官兵。辛厦巴的孙子彭措南杰建立了全藏的藏巴汗政权。
辛厦巴有九子，担任首领的有图多南杰（彭措南杰的父亲）、拉旺多杰、丹松旺波。